# 夏尔·图内米尔
夏尔·图内米尔（法語：Charles Tournemire，1870年1月22日—1939年11月4日），法國作曲家，管风琴家。他是弗兰克的学生，后来在圣克罗蒂德圣殿担任管风琴师，并在巴黎音乐学院任教。他的作品很多，最著名的是作于1927-1932年的管风琴曲《神秘的管风琴》，该曲共分51部分，每部分各由五首小品组成，总共演奏时间长达15小时左右。他还作有八部交响曲等其他作品，但目前演奏不多。